# Tremmell Darden
Tremmell Lequincy Dushun Darden (Inglewood, 17 dicembre 1981) è un cestista statunitense.
Alto 194 cm, gioca come ala piccola.

## Carriera
Nella stagione 2011-12 ha militato nell'Unicaja Málaga.
Il 14 settembre 2016 firma un contratto di un anno con la Pallacanestro Cantù.

## Palmarès
- Campionato belga: 1

Spirou Charleroi: 2007-08
- Campionato australiano: 1

South Dragons: 2008-09
- Campionato francese: 1

Nancy: 2010-11
- Campionato spagnolo: 1

Real Madrid: 2012-13
- Campionato greco: 1

Olympiacos: 2014-15
- Copa del Rey: 1

Real Madrid: 2014
- Supercoppa spagnola: 1

Real Madrid: 2013